# Кркавче
Кркавче (словен. Krkavče, итал. Carcase) је насељено место у словеначкој општини Копар у покрајини Приморска која припада Обално-Крашкој регији.

## Географија
Кркавче је груписано насеље у долини реке Драгоње. Јужни део насеља граничи са Хрватском. Налази се 18,4 км јужно од Копра, а 23,8 км од границе са Италијом. Простире на површини од 6,45 км², на надморској висини од 396,4 метра. Године 2011. насеље је имало 290 становника.
Насеље је окружено виноградима, маслињацима и воћњацима.